# جون مولايني
جون أدمند مولايني (بالإنجليزية: John Edmund Mulaney) مواليد (26 أغسطس، 1982) ممثل، كاتب، منتج وكوميدي أمريكي. اشتهر بكتابته لـمسلسل قناة "NBC" الكوميدي ساترداي نايت لايف واداءه الستاند آب كوميدي. الفَ المسلسل الكوميدي مولايني لقناة فوكس الذي بث في أكتوبر 2014 حتي الغاءه في فبراير 2015.

## نشأته
ولِد مولايني في مدينة شيكاغو بولاية إيلينوي، امه إيلين بروفيسورة القانون، واباه تشارلز مولايني جونيور محامي. كلا والديه من اصول أيرلندية كاثوليكية. ارتادَ والديه جامعة جورجتاون و كلية ييل للحقوق مع الرئيس الأمريكي الاسبق بيل كلنتون الذي التقاه جون عام 1992.
بعمر سبعة سنين أتيحت لمولايني فرصة تجربة الأداء لفيلم وحيد في المنزل لكن والداه رفضا ذلك حينها. ارتاد مدرسة سانت كليمنت الكاثوليكية في شيكاغو، ثم ارتادَ جامعة جورجتاون وتخرج بشهادة الادب الإنجليزي.

## الحياة المهنية
بعد تخرجه من الجامعة انتقلَ مولايني إلى نيويورك وعمل كمساعد مكتب بقناة كوميدي سنترال.

### ساترداي نايت لايف
أدى مولايني (مع نيك كرول وتي جاي ميلر) تجربة اداء لساترداي نايت لايف في أغسطس 2008. وحصل على دور بفريق الكتابة، وبقي لستة مواسم. كما ظهرَ عدة مرات بفقرة «اخبار نهاية الاسبوع». اخترع جون وبيل هادر شخصية ستيفون التي ظهرت عدة مرات في المسلسل وقام بيل بأداء الدور.

### ستاند آب كوميدي
بالإضافة لعمله ببرنامج ساترداي نايت لايف، عمل مولايني بمجال الستاند أب كوميدي واصدر البوماً بعنوان «الجزء العلوي» في 2009, وعَرضاً لكوميدي سنترال بعنوان «نيو إن تاون» في 2012. ثالث عمل كومدي لمولايني كان بعنوان «ذا كَم باك كِد» عرض في 13 نوفمبر، 2015 على نتفليكس.

### مسلسل مولايني

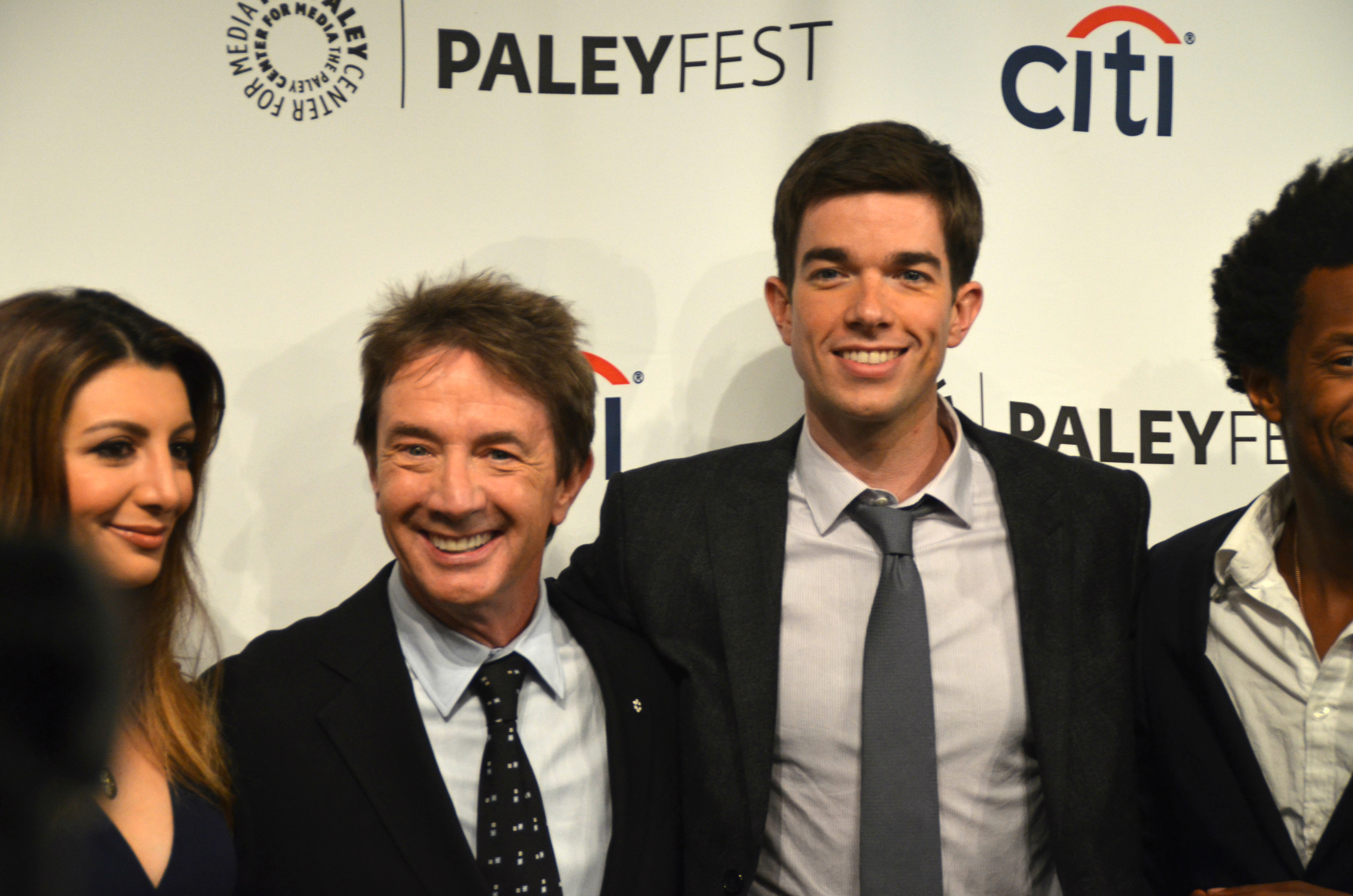
جون مع طاقم مسلسل مولايني.

في أكتوبر 2013, اعلنت فوكس بانها طلبت ست حلقات من مسلسل مولايني كموسم أول. كان مولايني مؤلف، كاتب ومنتج فيه حتى الغي المسلسل في مايو 2015.

## الحياة الشخصية
في 5 يوليو، 2014, تزوج مولايني بفنانة المكياج آناماري تندلر. بعد اعترافه بإدمان الكحول سابقاً فهو الآن لا يتناول المشروبات الكحولية.

## سيرته التلفزيونية
| السنة     | العنوان                    | الدور          | ملاحظات                |
| --------- | -------------------------- | -------------- | ---------------------- |
| 2006      | مباشر من جوثام             | نفسه           |                        |
| 2007      | ليت نايت وذ كونن اوبراين   | نفسه           | (2 حلقات)              |
| 2007      | العملاق البشري             | عدة شخصيات     |                        |
| 2008      | أفضل اسبوع إطلاقاً          | نفسه           | عدة حلقات              |
| 2008      | اشياء مهمه مع ديمتري مارتن | نفسه/جرين بيرت | عدة حلقات              |
| 2009      | ساترداي نايت لايف          | عدة ادوار      | عدة حلقات، كاتب        |
| 2009      | كوميدي سنترال تقدم         | نفسه           |                        |
| 2010      | شارع ماين                  | ديلان          | (6 حلقات)              |
| 2010      | اجلي اميريكانز             |                | (2 حلقات)              |
| 2011      | برنامج كرس جاذرد           | نفسه           |                        |
| 2012      | مضحك كالجحيم               | نفسه           |                        |
| 2013-2015 | برنامج كرول                | عدة ادوار      |                        |
| 2013      | ذا جيسلنك اوفينسيف         | نفسه           |                        |
| 2013      | برنامج بيت هولمز           | نفسه           |                        |
| 2014-2015 | مولايني                    | نفسه           | مؤلف، كاتب، منتج وممثل |
| 2015      | وثائقي الآن!               |                | كاتب، منتج             |
| 2015      | برنامج جيم جافيجن          | نفسه           |                        |

## البومات
- الجزء العلوي (تسجيل كوميدي سنترال، 2009)
- جديدٌ بالمدينة (تسجيل كوميدي سنترال، 2012)
- ذا كَم باك كد (نتفليكس، 2015)

## وصلات خارجية
- الموقع الرسمي
- جون مولايني على موقع IMDb (الإنجليزية)
- جون مولايني على موقع روتن توميتوز (الإنجليزية)
- جون مولايني على موقع ألو سيني (الفرنسية)
- جون مولايني على موقع ميوزك برينز (الإنجليزية)
- جون مولايني على موقع قاعدة بيانات برودواي على الإنترنت (الإنجليزية)
- جون مولايني على موقع ديسكوغز (الإنجليزية)
- جون مولايني على موقع قاعدة بيانات الفيلم (الإنجليزية)
- جون مولايني على موقع كينوبويسك (الروسية)